# Monotoca oreophila
Monotoca oreophila är en ljungväxtart som beskrevs av D. Albrecht. Monotoca oreophila ingår i släktet Monotoca och familjen ljungväxter. Inga underarter finns listade i Catalogue of Life.